# 스구르골라
스구르골라(이탈리아어: Sgurgola)는 이탈리아 라치오주 프로시노네도에 위치한 코무네다. 로마로부터 남동쪽 60km, 프로시노네로부터 서쪽 15km 거리에 있다.